# Bank Mizrahi-Tefahot
Bank Mizrahi-Tefahot (em hebraico: בנק מזרחי טפחות‎‎) é um banco comercial israelense, sediado em Ramat Gan, sendo o quarto maior do país.

## História
O Bank Mizrahi-Tefahot foi formado por uma fusão do Bank Mizrahi HaMeuhad e do Bank Tefahot em 2004.
O banco foi estabelecido em 1923, pelo movimento Mizrachi.